# I Blame Myself
I Blame Myself è un singolo della cantautrice statunitense Sky Ferreira, secondo estratto dall'album in studio di debutto Night Time, My Time e pubblicato nel Regno Unito il 9 giugno 2014.
La canzone è stata scritta e prodotta da Ariel Rechtshaid e Justin Raisen, mentre la scrittura è stata affidata alla stessa Ferreira in collaborazione con Daniel Nigro e Giordania Benik. Di genere fortemente improntato verso le sonorità synthpop, è stata particolarmente apprezzata dai critici musicali, che ne hanno lodato la struttura generale. Un video musicale di accompagnamento è stato girato a Compton, in California, diretto da Grant Singer.